# Farní sbor Českobratrské církve evangelické v Jindřichově Hradci
Farní sbor Českobratrské církve evangelické v Jindřichově Hradci je sborem Českobratrské církve evangelické v Jindřichově Hradci. Sbor spadá pod Jihočeský seniorát.
Sbor byl založen roku 1922.
Farářem je Michal Kitta a kurátorem sboru Jaroslav Hojný.

## Faráři sboru
- Jan Blažek (1988–2001)
- David Balcar (2001–2017)
- Michal Kitta (2018–)